# Gianluca Hervatin
Gianluca Hervatin (Porto Torres, 1º gennaio 1974) è un allenatore di calcio ed ex calciatore italiano, di ruolo attaccante.

## Carriera

### Giocatore
Ha iniziato nelle giovanili del Tempio, dove debutta in Serie C2 a 17 anni.
Nel 1992 viene acquistato dal Parma, con la cui maglia disputa 8 partite in Serie A, esordendo il 24 gennaio 1993 con l'ingresso all'84' della gara interna contro il Napoli (1-1). Coi ducali conquista la Coppa delle Coppe, scendendo in campo all'88' della semifinale di ritorno giocata in casa contro l'Atlético Madrid.
Poco dopo l'inizio della stagione seguente, precisamente nel mese di ottobre, viene mandato in prestito all'Ancona, entrando a far parte della rosa che partecipa al campionato di Serie B e raggiunge la finale di Coppa Italia, risultato rimasto unico nella storia della società dorica.
Dal 1994 inizia ad avvertire seri problemi ai menischi ad entrambe le ginocchia, ai quali subisce numerosi interventi chirurgici, tanto da non poter proseguire la carriera ai livelli precedenti. Tra il novembre del 1994 e l'estate del 1997 gioca in Serie C1 con le maglie di Monza, Modena e Novara, ma le sue apparizioni sono esigue.
In seguito si trasferisce per un anno alla Triestina, militante in C2, e poi torna al Tempio, dove disputa un'altra stagione nella stessa categoria. Nei primi anni duemila gioca in squadre dilettantistiche sarde.

### Allenatore
Chiude la carriera da calciatore a 31 anni a causa dei guai fisici, e in seguito inizia ad allenare nelle categorie dilettantistiche della Sardegna: Valledoria, Ittiri e nel febbraio 2010 alla Torres, nel campionato isolano di Eccellenza.
Nell'estate del 2010 rientra al Valledoria dove centra i play-off di Eccellenza. Nella stagione successiva approda al Porto Torres, in Serie D.
Dal 5 gennaio 2014 è allenatore del Ploaghe, in Promozione, subentrando a Fabio Sechi che l'anno precedente aveva vinto il campionato di Prima Categoria da imbattuto. Hervatin eredita una squadra ploaghese al secondo posto in classifica, nel girone B del campionato di Promozione; dopo una lunga cavalcata con il Castelsardo, vincitore finale, e il Ghilarza, termina il campionato al secondo posto: vince i play-off battendo prima il Pula per 2-1 e quindi in finale il Tortolì per 1-0. In seguito non rinnova il suo contratto con la società biancoblù restando senza squadra.
Il 14 giugno 2016 firma il contratto con il Lanusei, che disputerà il suo secondo anno in Serie D, confermato per la stagione successiva, con la squadra in zona retrocessione viene esonerato il 4 dicembre 2017 e sostituito da Archimede Graziani. 
Il 5 luglio 2019 viene ingaggiato come nuovo allenatore del Budoni, in Serie D. Il 17 novembre, dopo il pareggio interno contro il Lanusei e con la squadra relegata al penultimo posto in classifica, viene esonerato e sostituito da Raffaele Cerbone.
Il 2 ottobre 2020 sostituisce Vittorio De Carlo sulla panchina del Barisardo, che disputa il campionato di Prima Categoria; l'esperienza che si chiude con la sospensione del torneo a causa della pandemia di COVID-19, dopo appena cinque partite.
Ad ottobre 2022 subentra sulla panchina del Buddusò, nel campionato di Promozione sarda. Dopo appena 4 gare sulla panchina buddusoina,lascia l'incarico per motivi personali.

## Palmarès

### Giocatore

#### Competizioni internazionali
- Coppa delle Coppe: 1

Parma: 1992-1993

#### Competizioni regionali
- Promozione: 1

Castelsardo: 2001-2002